# 罗红江
罗红江（1962年5月—），男，傣族，云南景洪人，中华人民共和国政治人物。曾任第十二届全国人民代表大会云南地区代表，中国共产党第十九届中央委员会候补委员。

## 生平
1982年毕业于云南民族学院汉语言文学专业。1988年加入中国共产党。
曾任西双版纳州电视台副台长，广播电视局副局长、党委副书记、局长、党委书记，勐腊县委书记，州委常委，常务副州长，州委副书记。2013年2月，当选全国人大代表。2013年3月，任西双版纳傣族自治州人民政府代州长。2013年4月，正式当选为州长。
2017年10月，在中国共产党第十九次全国代表大会上当选为中国共产党第十九届中央委员会候补委员，是该届候补委员中仅有的两位自治州州长之一（另一位是黔南州州长吴胜华）。2018年2月，当选为第十三届全国人大代表。2021年1月，当选为云南省人大常委会副主任。2021年2月，不再担任西双版纳州州长。